# Arend Heyting
Arend Heyting (Amsterdam, 9 de maio de 1898 – Lugano, 9 de julho de 1980) foi um matemático e lógico holandês. Foi aluno de Luitzen Egbertus Jan Brouwer na Universidade de Amsterdã, e fez muito para colocar a Lógica intuicionista em um nível tal que pudesse fazer parte da Lógica matemática. Heyting forneceu o primeiro desenvolvimento formal da lógica intuicionista objetivando codificar a forma de Brouwer de fazer matemática. A inclusão do nome de Brouwer na Interpretação de Brouwer–Heyting–Kolmogorov é em grande parte honorífico, como Brouwer se opunha, em princípio, à formalização de certos princípios intuicionistas (e foi longe o bastante a ponto de chamar o trabalho de Heyting de "exercício estéril").

## Publicações selecionadas
- Heyting, A. (1930) Die formalen Regeln der intuitionistischen Logik. (German) 3 parts, In: Sitzungsberichte der preußischen Akademie der Wissenschaften. phys.-math. Klasse, 1930, 42–65, 57-71, 158-169.
- Heyting, A. (1941) Untersuchungen der intuitionistische Algebra. (German) Verh. Nederl. Akad. Wetensch. Afd. Natuurk. Sect. 1. 18. no. 2, 36 pp.
- Heyting, A. (1956) Intuitionism. An introduction. North-Holland Publishing Co., Amsterdam.
- Heyting, A. (1959) Axioms for intuitionistic plane affine geometry. The axiomatic method. With special reference to geometry and physics. Proceedings of an International Symposium held at the Univ. of Calif., Berkeley, Dec. 26, 1957–Jan 4, 1958 (edited by L. Henkin, P. Suppes and A. Tarski) pp. 160–173 Studies in Logic and the Foundations of Mathematics North-Holland Publishing Co., Amsterdam.
- Heyting, A. (1962) After thirty years. 1962 Logic, Methodology and Philosophy of Science (Proc. 1960 Internat. Congr.) pp. 194–197 Stanford Univ. Press, Stanford, Calif.
- Heyting, A. (1963) Axiomatic projective geometry. Bibliotheca Mathematica, Vol. V. Interscience Publishers John Wiley & Sons, Inc., New York; P. Noordhoff N.V., Groningen; North-Holland Publishing Co., Amsterdam.
- Heyting, A. (1966) Intuitionism: An introduction. Second revised edition North-Holland Publishing Co., Amsterdam.
- Heyting, A. (1973) Address to Professor A. Robinson. At the occasion of the Brouwer memorial lecture given by Prof. A.Robinson on the 26th April 1973. Nieuw Arch. Wisk. (3) 21, pp. 134–137.
- Heyting, A. (1974) Mathematische Grundlagenforschung, Intuitionismus, Beweistheorie. (German) Reprint. Springer-Verlag, Berlin–New York.
- Heyting, A. (1980) Axiomatic projective geometry. Second edition. Bibliotheca Mathematica [Mathematics Library], V. Wolters-Noordhoff Scientific Publications, Ltd., Groningen; North-Holland Publishing Co., Amsterdam–New York.